# Bombardamento italiano di Tel Aviv
Il bombardamento italiano di Tel Aviv fu un'azione militare condotta il 9 settembre 1940, durante la seconda guerra mondiale. Il bombardamento della città, fondata trent'anni prima dagli ebrei sui terreni che avevano acquistato da coloni arabi e turchi, faceva parte di uno sforzo della Regia Aeronautica italiana di colpire il Regno Unito e il Commonwealth delle nazioni ovunque fosse possibile nel Medio Oriente.
Nei mesi estivi dello stesso anno furono bombardate anche altre città della Palestina mandataria.

## Antecedenti
Il 10 giugno 1940, il Regno d'Italia aveva dichiarato guerra alla Francia e al Regno Unito.  L'invasione italiana della Francia ebbe un esito incerto e di breve durata, e i francesi firmarono un armistizio con gli italiani il 25 giugno, tre giorni dopo l'armistizio con la Germania.  Di conseguenza, gli italiani poterono concentrare le loro forze verso i britannici e le forze del Commonwealth come avversari contro i quali combattere in Africa e Medio Oriente.

## Campagna di bombardamenti

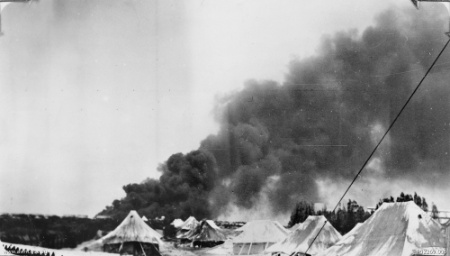
Bombardamento di Haifa

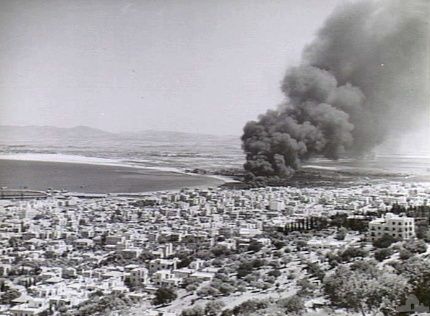
Bombardamento di una raffineria ad Haifa

A partire dal luglio 1940, i bombardamenti italiani nella Palestina britannica furono centrati principalmente su Tel Aviv e Haifa, ma anche molte altre cittadine lungo la costa, come Akko e Giaffa furono colpite.
Nel giugno 1941 ebbe luogo l'ultimo bombardamento italiano sui territori della Palestina britannica, durante il quale furono colpite Haifa e Tel Aviv, sebbene con pochi danni e feriti.

### I bombardamenti su Haifa
Haifa fu bombardata diverse volte dagli italiani in ragione del suo porto e delle raffinerie, a partire dal giugno 1940.
Il 15 luglio 10 S.M.79 del XLI Gruppo del maggiore Ettore Muti del 12º Stormo dell'Aeroporto di Gadurrà bombardarono i depositi di petrolio lanciando 120 bombe da 50 T da 5.000 m provocando vasti incendi e l'interruzione della corrente in città.
Il 24 luglio 9 SM 79 del XLI Gruppo del maggiore Raina lanciano da 4000 m 144 bombe da 50 T incendiando i depositi di carburante e la raffineria di petrolio.
Il numero del Time del 29 luglio 1940 diede notizia di un bombardamento su Haifa ad opera di bombardieri SM82 durante la settimana precedente, con una dozzina di vittime.  Secondo il Time gli Italiani si vantarono di aver conseguito un grande successo, che i britannici non smentirono:
(Time)
Le bombe scatenarono incendi che arsero per molti giorni, e la produzione della raffineria rimase bloccata per quasi un mese.  Si contarono alcune decine di vittime.
La contraerea britannica, con base sul monte Carmelo, non fece in tempo ad impedire agli italiani di ritornare alla loro base nel Dodecaneso.
Il 6 agosto 10 SM 79 del XLI Gruppo del Magg. Muti lanciano da 4.000 m 120 bombe da 50 kg colpendo il porto ed incendiando i depositi di petrolio e l'oleodotto.

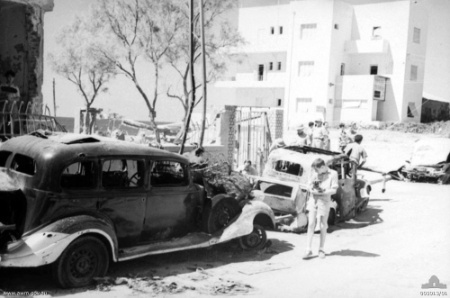
Aspetto della città dopo il bombardamento

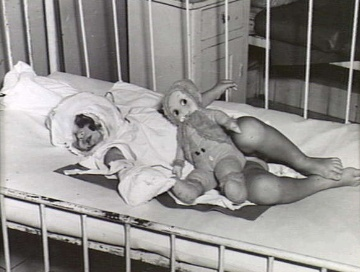
10 settembre 1940: Una bambina ebrea ferita dal bombardamento italiano di Tel Aviv

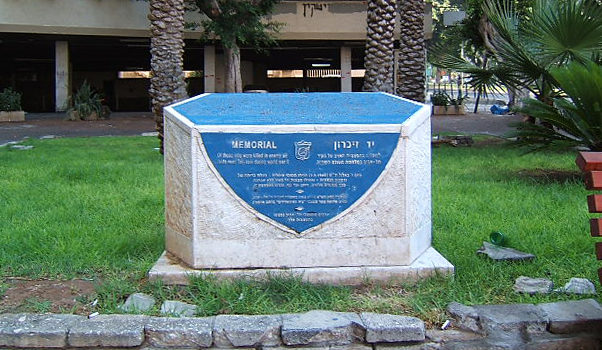
Memoriale a Tel Aviv in onore delle 137 vittime del bombardamento della Regia Aeronautica italiana del 9 settembre 1940

## Il bombardamento di Tel Aviv
Il 9 settembre 1940, alle ore 16:12, un bombardamento su Tel Aviv causò 137 morti. Gli apparecchi italiani, dieci CANT Z.1007 bis, provenivano dalle basi aeronautiche sulle isole greche di Rodi e Lero.
Ci fu anche un secondo bombardamento su Tel Aviv, di minore entità, il 12 giugno 1941, compiuto dagli italiani insieme con alcuni aerei della Luftwaffe tedesca e bombardieri della Francia di Vichy (questi ultimi partiti dalla Siria), il quale provocò tredici vittime.
Il giornalista Alberto Rosselli ha fatto notare che il bombardamento di Tel Aviv che provocò 137 morti fu dovuto al fatto che i bombardieri italiani avessero fatto rotta ancora una volta verso il porto strategico e le raffinerie di Haifa, ma siano stati intercettati dalle forze aeree britanniche. Costretti a tornare indietro, gli italiani ricevettero l'ordine di gettare le loro bombe sul porto di Tel Aviv ma, nel tentativo di evitare gli aerei britannici che li stavano attaccando, lasciarono cadere le bombe per errore su un'area abitata da civili nei pressi del porto, colpendo anche Sumail, un villaggio abitato da arabi.